# Dolina Krzeszówki
Dolina Krzeszówki – dolina rzeki Krzeszówka w południowej części Wyżynie Olkuskiej.
Dolina ma kierunek południkowy, rozpoczyna się w górnym biegu rzeki Krzeszówka, jako przedłużenie Doliny Eliaszówki (północno-wschodnia odnoga doliny) i Doliny Czernki (północno-zachodnia część). Rozpoczyna się na styku tych dolin na południowej granicy wsi Czerna, przy ujściu Czernki do Krzeszówki. Rozciąga się na południe, rozdzielając krzeszowickie osiedle Czatkowice na część zachodnią Czatkowice Dolne (w Dolinie Krzeszówki) i Czatkowice Górne (wschodnia część). Dolina otoczona jest od wschodu stromym zboczem Góry Mazurowej z wielkim kamieniołomem „Czatkowice”, a od zachodu z wzgórzami Lipiniówka i Bartlowa Góra. W dolinie znajdują się źródła krasowe: Źródło Chuderskiego, Źródło dr Wróbla i Źródło Nowe. Południowa część opada do Rowu Krzeszowickiego.